# Systella borneensis
Systella borneensis är en insektsart som beskrevs av Willemse, C. 1930. Systella borneensis ingår i släktet Systella och familjen Trigonopterygidae. Inga underarter finns listade i Catalogue of Life.